# Модели на Ауди
Кратко описание на моделите на Ауди.

## Малолитражни
| В продукция | Модел и обозначение | Описание | Снимка |
| ----------- | ------------------- | --- | ------ |
| 1974 – 1978 | Ауди 50 Typ 86      | Ауди 50 е идентичен с Фолксваген Поло I. Първоначално полото е произвеждано като евтина версия на Ауди 50, а през 1978 г. е извадено от гамата на Ауди.                                                                       |        |
| 1999 – 2005 | Ауди А2 8Z          | Ауди А2 е първият малолитражен автомобил с напълно алуминиево купе (технологията Audi Space Frame). Произведени са над 175 000 броя. Версията с 1.2 TDI двигател е еден от първите трицилиндрови автомобили на немския пазар. |        |

## Компактен клас
| В продукция | Модел и обозначение         | Описание | Снимка |
| ----------- | --------------------------- | --- | ------ |
| 1996 – 2003 | Ауди A3 8L                  | Първият модел на Ауди в компактния клас. Технически не се отличава от Фолксваген Голф IV. През 2000 г. е направен „фейслифт“. |        |
| от 2003     | Ауди A3 8P/AU350            | Нова разработка на базата на Фолксваген Голф V. От 2005 г. е произвеждан с голяма решетка на радиатора.                       |        |
| от 2004     | Ауди A3 Sportback 8PA/AU353 | Версия на А3 8P с пет врати. Първият модел А3 с голяма решетка на радиатора.                                                  |        |

## Среден клас
| В продукция             | Модел и обозначение    | Описание | Снимка |
| ----------------------- | ---------------------- | --- | ------ |
| 1965 – 1972             | Ауди F103              | Първият следвоенен модел на Ауди. Първоначално се казва просто „Ауди“, а по-късно е добавен и броят конски сили. Така моделите от тази серия се казват Ауди (72), Ауди 60, Ауди 75, Ауди 80 и Ауди Super 90. Разработен е на базата на DKW F102. |        |
| 1972 – 1976             | Ауди 80 В1 B1/Typ80    | Ауди 80 B1 (Typ80) е базата, върху която е разработен Фолксваген Пасат. Различават се по няколко дребни детайла. |        |
| 1976 – 1978             | Ауди 80 В1 B1/Typ82    | Ауди 80 B1 (Typ82) всъщност е Ауди 80 Typ80 с фейслифт, след който моделът прилича на външен вид на Ауди 100 С2. |        |
| 1978 – 1983             | Ауди 80 В2 B2/Typ81/85 | Нова конструкция, дизайнът на каросерията е дело на Джорджето Джуджаро. |        |
| 1984 – 1986             | Ауди 80 В2 B2/Typ81/85 | Също като Ауди 80 B1 (Typ82), това фактически е модел от серията В2, претърпял фейслифт и оптически напаснат като Ауди 100 (C3). |        |
| 1984 – 1986             | Ауди 90 B2/Typ81/85    | Ауди 90 е луксозната версия на Ауди 80. Произвежда се като турбодизел или с шест петцилиндрови двигатели. |        |
| 1986 – 1991             | Ауди 80 В3 B3/8A/Typ89 | Наследник на Ауди 80 B2, с напълно нова конструкция. Първият модел на Ауди със системата за сигурност procon-ten. |        |
| 1986 – 1991             | Ауди 90 B3/8A/Typ89    | Наследникът на Ауди 90 В2. Предлага се с петцилиндрови мотори с мощност до 170 к.с. |        |
| 1991 – 1994 1992 – 1995 | Ауди 80 В4 B4/8C       | Ауди 80 B4 е последният модел от серията Ауди 80. От 1992 г. се предлага и като комби под името Ауди 80 Avant. |        |
| 1994 – 2000 1996 – 2001 | Ауди А4 B5/8D          | Ауди А4 е наследникът на Ауди 80. От 1996 г. и като Avant. Фейслифт през 1999 г. |        |
| 2000 – 2004 2001 – 2004 | Ауди А4 B6/8E          | Нова разработка с подобрено шаси. От 2001 г. и във вариант Avant. |        |
| от 2004                 | Ауди А4 B7/8E          | Води се като фейслифт на В6, но заради многото технически и оптични разлики с този модел той получава наименованието В7. Първият модел А4 с голяма решетка на радиатора. Произвежда се и като комби.                                             |        |

## Повишен среден клас
| В продукция             | Модел и обозначение        | Описание | Снимка |
| ----------------------- | -------------------------- | --- | ------ |
| 1968 – 1976             | Ауди 100 С1 C1/F104        | Първият модел от „100-тната“ серия. Произведени около 800 000 бройки. |        |
| 1976 – 1982             | Ауди 100 С2 C2/Typ43       | Втората генерация Ауди 100. Произведени са 950 000 автомобила. За първи път в света е използван петцилиндров двигател с вътрешно горене, работещ по цикъла на Ото.                                |        |
| 1979 – 1982             | Ауди 200 C2/Typ43          | Базирана на Ауди 100 Тип 43. |        |
| 1982 – 1990             | Ауди 100 С3 C3/Typ44       | Притежава най-ниския коефициент на челно съпротивление (cW = 0,30) за времето си. Фейслифт през 1988 г.                                                                                           |        |
| 1983 – 1990             | Ауди 200 C3/Typ44          | След представянето си през 1983 г. Ауди 200 quattro е най-бързата лимузина в серийно производство на света – макс. скорост 230 км/ч.                                                              |        |
| 1990 – 1994             | Ауди 100 С4 C4/4A          | Последният модел от серията 100. Въведен е шестцилиндров двигател. |        |
| 1994 – 1997             | Ауди А6 C4                 | Всъщност не е нов модел, а Audi 100 C4 с някои подобрения. |        |
| 1997 – 2004 1998 – 2005 | Audi А6 C5/4B              | Първият „истински“ модел А6. Avant от 1998 г. Фейслифт през 2001 г. |        |
| 1999 – 2006             | Ауди allroad quattro C5/4B | Вариант на Ауди A6 Avant с повдигната каросерия с цел да може да бъде използван и офроуд. |        |
| от 2004 от 2005         | Ауди А6 C6/4F              | Заедно с дванадесетцилиндровия вариант на Ауди А8 е първият модел Ауди с голяма решетка на радиатора. Произвежда се като лимузина и комби (от 2005 г.). Използва Audi MultiMedia Interface (MMI). |        |
| от 2006                 | Ауди allroad quattro C4/4F | Втората генерация allroad quattro. |        |

## Горен клас
| В продукция | Модел и обозначение | Описание | Снимка |
| ----------- | ------------------- | --- | ------ |
| 1988 – 1994 | Ауди V8 D11         | Първият автомобил от горен клас в света със задвижване 4х4. Бележи успехи в състезанията ДТМ. |        |
| 1994 – 2002 | Ауди А8 D2/4D       | Първият автомобил от горен клас с напълно алуминиево купе. |        |
| от 2002     | Ауди А8 D3/4E       | За първи път в употреба влизат технологии като системата за управление на бордовия компютър, радиото, навигационната система и др. MMI, задни светлини от светодиоди, фарове, които променят посоката на светене при завои през 1998 г. |        |

## Кабриолети
| В продукция | Модел и обозначение                        | Описание                                         | Снимка |
| ----------- | ------------------------------------------ | ------------------------------------------------ | ------ |
| 1991 – 2000 | Ауди Cabriolet 89/8G                       | Първият кабриолет на Ауди. Базиран е на Ауди 80. |        |
| 1999 – 2007 | Ауди ТТ Roadster 8N                        | Спортното купе Ауди ТТ като кабриолет.           |        |
| 2002 – 2006 | Ауди А4 Cabriolet B6/8H                    | Базиран е на Ауди A4.                            |        |
| От 2006     | Ауди S4 Cabriolet Ауди RS4 Cabriolet B7/8E | S4 е с 344 к.с., RS4 – с 420 к.с.                |        |
| От 2007     | Ауди ТТ Roadster 8J                        | Втората генерация TT Roadster.                   |        |

## Спортни купета
| В продукция | Модел и обозначение      | Описание                                                                                                | Снимка |
| ----------- | ------------------------ | --- | ------ |
| 1969 – 1976 | Ауди 100 Coupé S C1/F104 | Спортно купе на базата на Ауди 100 C1.                                                                  |        |
| 1980 – 1991 | Ауди quattro B2/Typ85Q   | Спортно купе на базата на Ауди 80 Тип 81/85. Първият сериен автомобл с постоянно задвижване 4х4.        |        |
| 1981 – 1988 | Ауди Coupé B2/Typ81C/85C | По-слаба версия на Ауди quattro с повече външни прилики с Audi 80 Тип 81/85.                            |        |
| 1988 – 1996 | Ауди Coupé B3/8B/Typ89C  | На базата на Ауди 80/90 Тип 89 с четири-, пет- и шестцилиндрови мотори с мощност до 230 к.с.            |        |
| 1998 – 2006 | Ауди ТТ 8N               | Базиран е на платформата на Фолксваген Голф IV. Последният модел Ауди със старата решетка на радиатора. |        |
| от 2006     | Ауди ТТ 8J               | Пълвоначално във варианти с 200 к.с. (2.0 TFSI) и 250 к.с. (3.2 quattro).                               |        |
| от 2007     | Ауди А5 Typ AU484        | Официално представен на Женевското автомобилно изложение през март 2007 г.                              |        |
| от 2007     | Ауди S5                  | Представен официално на Женевското автомобилно изложение през март 2007 г.                              |        |

## Спортни
| В продукция | Модел и обозначение       | Описание | Снимка |
| ----------- | ------------------------- | --- | ------ |
| 1984        | Audi Sport quattro Typ85Q | Спортна кола на базата на Ауди quattro, но с 320 мм по-къса. Каросерията е от кевлар и стъклено влакно. Има 306 к.с. Създадена е за участия в ралита, но за да покрие едно от изискванията на ФИА за Клас Б на световния рали шампионат (над 200 произведени броя), Ауди произвежда общо 220 бройки от този модел. |        |
| от 2006     | Ауди R8 Typ42             | На базата на Ламборджини Галардо. Двигателят е разположен в средата на автомобила, макс. скорост 301 км/ч, 420 к.с. Каросерията е изцяло от алуминий. |        |

## Спортни лимузини
Всички модели са снабдени с quattro задвижване.
| В продукция | Модел и обозначение   | Описание | Снимка |
| ----------- | --------------------- | --- | ------ |
| 1993 – 1995 | Ауди S2 B4            | Първият спортен модел от средния клас, произвежда се на базата на Ауди 80 В4. Произведени са 306 броя, тогавашната цена е 76 650 марки. |        |
| 1996 – 2003 | Ауди S8 D2/4D         | Спортният вариант на модела А8 от горния клас.                                                                                          |        |
| 1999 – 2004 | Ауди S6 C5/4B         | Има 340 к.с. |        |
| 2002 – 2004 | Ауди RS6 C5/4B        | На базата на Ауди A6 C5/4B. Във варианти като лимузина и комби.                                                                         |        |
| от 2003     | Ауди S4 B6/8E & B7/8E | На базата на Ауди A4 B7, с 4,2 литров V8 мотор.                                                                                         |        |
| от 2005     | Ауди RS4 B7/8E        | Спортна лимузина на базата на Ауди A4 B7 с 4,2 литров V8 FSI двигател.                                                                  |        |
| от 2006     | Ауди S6 C6/4F         | Наследникът на Ауди S6 С5. За разлика от предшественика си, който е с V8 двигател, този модел е снабден с V10 двигател с 435 к.с.       |        |
| от 2006     | Ауди S8 D3/4E         | Снабден е с quattro и V10 двигател с 450 к.с.                                                                                           |        |

## Спортни комбита
Всички модели са снабдени с quattro задвижване.
| В продукция | Модел и обозначение  | Описание | Снимка |
| ----------- | -------------------- | --- | ------ |
| 1994 – 1996 | Ауди RS2 B4/8C       | Спортно комби на базата на Ауди 80 Avant B4/8C. Създадено е съвмество с Порше. 2,2 литровият петцилиндров двигател има 315 к.с. Колата е снабдена със системата quattro. |        |
| 2000 – 2002 | Ауди RS4 B5/8D       | На базата на Ауди A4 B5. 2,7 литровият шестцилиндров V-образен битурбо двигател има мощност от 380 к.с. Също разполага с quattro.                                        |        |
| 2002 – 2004 | Ауди RS6 Avant C5/4B | Произведен е на базата на Ауди A6 C5. Двигател: 4,2 литра, 8 цилиндъра, V-образен, битурбо. Мощност: 450 к.с. Лимитираната варсия RS6 Plus е с 480 к.с.                  |        |
| от 2006     | Ауди RS4 Avant B7/8E | На базата на Ауди A4 B7. 4,2 литров, осемцилиндров V-образен FSI двигател, 420 к.с.                                                                                      |        |

## Всъдеходи
| В продукция | Модел и обозначение | Описание | Снимка |
| ----------- | ------------------- | --- | ------ |
| от 2006     | Ауди Q7 4L          | Първият всъдеход (SUV) на Ауди. Дели една платформа с Фолксваген Туарег и Порше Кайен и също като тях се произвежда в Братислава. |        |

## Исторически модели
| В продукция | Модел и обозначение | Описание | Снимка |
| ----------- | ------------------- | --- | ------ |
| 1910 – 1912 | Ауди Тип A          | Първият автомобил на Ауди. |        |
| 1911 – 1917 | Ауди Тип В          | Печели рали в австрийските Алпи през 1911 г. |        |
| 1912 – 1925 | Ауди Тип C          | Печели гореспоменатото рали три пъти в периода 1912 – 1914 и така си спечелва прякора Alpensieger (Алпийски победител).                            |        |
| 1911 – 1920 | Ауди Тип D          | Произведени са само 53 екземпляра. |        |
| 1911 – 1924 | Ауди Тип E          | Със своите 50 к.с. този модел е най-мощният в периода до Първата световна война.                                                                   |        |
| 1914 – 1926 | Ауди Тип G          | Този малък модел (22 к.с.) е най-успешното Ауди до сливането на фирмата под знака на Ауто Унион с 1122 произведени екземпляра.                     |        |
| 1921 – 1926 | Ауди Тип K          | Първият модел след Първата световна война е и първият немски автомобил с ляв волан.                                                                |        |
| 1924 – 1928 | Ауди Тип M          | Има шестцилиндров мотор и спирачки и на четирите колела. И този модел не се радва на особен успех – произведени са 228 екземпляра.                 |        |
| 1927 – 1929 | Ауди Тип R          | Носещ прякора Император, този модел със 100 к.с. е произведен в само 145 екземпляра.                                                               |        |
| 1929 – 1932 | Ауди Тип SS         | Произведен след закупуването на Ауди от страна на DKW, този модел с прякор Цвикау е снабден с 5,1 литров осемцилиндров двигател на Рикенбакер.     |        |
| 1930 – 1932 | Ауди Тип T          | Носи прякора Дрезден. Шестцилиндровият двигател Рикенбакер обаче има много технически дефекти, което води до производството на само 76 екземпляра. |        |
| 1931        | Ауди Тип P          | Тип P е модел на DKW с четиритактов мотор Пежо (30 к.с.), продаван под името Ауди. От май до октомври 1931 г. са произведени 327 бройки.           |        |
| 1933 – 1934 | Ауди Front Тип UW   | Първият европейски автомобил от повишен среден клас с предно предаване. Двигателят е шестцилиндров.                                                |        |
| 1935 – 1938 | Ауди 225            | Наследникът на Ауди Front. |        |
| 1938 – 1940 | Ауди 920            | Този модел отново е със задно предаване. Произвежда се в завода на Хорх, тъй като по това време в завода на Ауди се сглобяват моделите на DKW.     |        |

## Модели в автомобилния спорт
| В продукция | Модел                            | Успехи | Снимка |
| ----------- | -------------------------------- | --- | ------ |
| 1980 – 1984 | Ауди quattro Rallye              | По една шампионска титла при конструкторите (1982) и пилотите (1983) в Група Б на Световния рали шампионат.                                                                             |        |
| 1984 – 1986 | Ауди Sport quattro Rallye        | Шампион при пилотите и конструкторите (1984) и две победи в Пайкс Пийк Интернешънъл Хил Клаймб (1985, 1986).                                                                            |        |
| 1985 – 1986 | Ауди Sport quattro Evo 2         | Валтер Рьорл печели състезанието от Световния рали шампионат в Сан Ремо. |        |
| 1987        | Ауди Sport quattro S1 Pikes Peak | Печели Пайкс Пийк Интернешънъл Хил Клаймб през 1987. |        |
| 1987        | Ауди 200 quattro Rallye          | |        |
| 1988        | Ауди 200 Trans-AM quattro        | Шампион при конструкторите и пилотите в сериите Trans-Am през 1988 |        |
| 1989        | Ауди 90 IMSA GTO quattro         | |        |
| 1989 – 1994 | Ауди 80 quattro Supertourismo    | Шампион във Френския шампионат за туристически автомобили през 1993. |        |
| 1990 – 1992 | Ауди V8 DTM quattro              | Две шампионски титли в ДТМ през 1990 и 1991. |        |
| 1994        | Ауди 80 quattro Competition      | Шампион в Италианския шампионат за туристически автомобили през 1994. |        |
| 1995 – 1998 | Audi A4 Supertouring quattro     | Шампион на Италианския шампионат за туристически автомобили през 1995, шампион на STW през 1996 и 1999, шампион на Централноевропейския шампионат за туристически автомобили през 1997. |        |
| 1999        | Ауди R8R/R8C Le Mans             | |        |
| 2000 – 2006 | Ауди R8 Le Mans                  | Петкратен победител в 24-те часа на Льо Ман – 2000, 2001, 2002, 2004 и 2005. |        |
| 2000 – 2003 | Ауди TT-R DTM                    | Шампион на ДТМ през 2002 |        |
| 2000 – 2002 | Ауди S4 Competition              | Двукратен шампион в сериите SPEED GT през 2001 и 2002. |        |
| 2003 – 2005 | Ауди RS6 Competition             | Шампион в сериите SPEED GT през 2003. |        |
| от 2004     | Ауди A4 DTM                      | Шампион на ДТМ през 2004. |        |
| от 2006     | Ауди R10 TDI Le Mans             | Победител в 24-те часа на Льо Ман през 2006. |        |

## Прототипи
| Година | Модел                             | Описание | Снимка |
| ------ | --------------------------------- | --- | ------ |
| 1973   | Ауди Karmann Asso di Picche       | Този модел, носещ името Asso di Picche (в превод Асо пика), е проектиран от Джорджо Джиджаро на базата на Ауди 80 B1. |        |
| 1981   | Ауди Quartz Pininfarina           | Пининфарина проектира този прототип на базата на Ауди quattro. Моделът не влиза в серийно производство. |        |
| 1981   | Ауди Auto 2000                    | Ауди (заедно с Мерцедес, Фолксваген и сборен екип на четири университета) получава задача от министерството на изследванията и техниката да проектира икономична кола на бъдещето. Прототипът на Ауди много прилича на Ауди 100 С3 и представлява луксозна лимузина с нисък разход на гориво и добра аеродинамичност. |        |
| 1989   | Ауди Duo                          | Хибриден модел на базата на Ауди 100 Avant quattro с бензинов и електро-двигател. |        |
| 1991   | Ауди quattro spyder               | Първоначално заплануван за серийно производство, от този модел са произведени само два прототипа. Някои от нововъведенията като изцяло алуминиевата каросерия и двигателят намират употреба в други модели на Ауди.                                                                                                   |        |
| 1991   | Ауди AVUS quattro                 | Името и формата на този прототип наподобяват легендарния състезателен модел Ауто Унион Avus от края на 30-те години. Средно разположеният двигател W12 има 509 к.с. и ускорява от 0 до 100 км/ч за по-малко от 3 секунди.                                                                                             |        |
| 1993   | Ауди Space Frame Concept Car      | Прототип на излезлия година по-късно Ауди А8, чиято каросерия е изцяло от алуминий. |        |
| 1995   | Ауди TT Concept Ауди TTS Roadster | Прототипите на моделите Ауди ТТ и ТТ Roadster, почти не се различават от тях. |        |
| 1997   | Ауди Al2 Ауди Al2 Open End        | Прототипът на Ауди А2. Различават се основно в интериора и предницата. Ауди Al2 Open End е двуместен модел, чиито покрив може да бъде свален и така се превръща в полукабриолет, а ако се махне и капака на багажника – в пикап.                                                                                      |        |
| 2000   | Ауди Steppenwolf                  | Всъдеход от компактния клас, базиран на модела А3 и с окачването на Allroad quattro. Бърз на шосетата и стабилен извън тях. |        |
| 2000   | Ауди Rosemeyer                    | Носи името на пилота от Формула 1 Бернд Роземайер. Мотиви от дизайна са заимствани от болида Ауто Унион Тип D от 30-те години и от Ауди ТТ. Разполага с много иновации, например камери вместо огледала за обратно виждане.                                                                                           |        |
| 2001   | Ауди Avantissimo                  | Луксозно комби от горния клас. |        |
| 2003   | Ауди Nuvolari quattro             | Носи името на легендарния пилот от Формула 1 Тацио Нуволари. Отразява представите на дизайнерите на Ауди за бъдещ GT модел. Петлитровят V-образен десетцилиндров битурбо FSI двигател има 600 к.с. |        |
| 2003   | Ауди Pikes Peak quattro           | Ауди Pikes Peak quattro е всъдеход, доста наподобяващ модела Q7. |        |
| 2003   | Ауди Le Mans quattro              | Чистокръвен спортен автомобил, съчетаващ красив дизайн с техника, заимствана от трикратния (по това време) победител в 24-те Часа на Льо Ман Ауди R8. |        |
| 2004   | Ауди RSQ                          | Модел, създаден за филма Аз, роботът (филм). |        |
| 2005   | Ауди allroad quattro concept      | Съчетава елегантноста и функционалността на Avant с динамиката на всъдеход. Съдържа много иновации, които ще бъдат използвани в бъдещи модели на фирмата. |        |
| 2005   | Ауди Q7 Hybrid Concept            | Хибриден модел, който представя за първи път в света комбинация от FSI бензинов двигател с директно впръскване и електродвигател. |        |
| 2005   | Ауди Shooting Brake Concept       | Спортен хечбек, който обаче няма да бъде серийно произвеждан. |        |
| 2006   | Ауди Roadjet Concept              | Първият модел с Direct-Shift скоростна кутия и новоразработен 3,2 литров V-образен шестцилиндров FSI двигател с директно впръскване. На гърба на седалката е вградена кафемашина. |        |
| 2006   | Ауди Q7 V12 TDI                   | Турбодизеловият V12 двигател с 500 к.с. придава на този всъдеход спортни качества. |        |
| 2006   | Ауди R-Zero Concept               | Проектиран от Ауди и студенти от френско дизайнерско училище. Има четири електромотори, разположени в колелата. Мощност – 1091 к.с. |        |
| 2007   | Ауди Cross Coupé quattro          | Още един прототип, съчетаващ качествата на компактен спортен автомобил и всъдеход. |        |